# دانيال أوشيفو
دانيال أوشيفو (بالإنجليزية: Daniel Ochefu)‏ مواليد 15 ديسمبر 1993 في بالتيمور، هو لاعب كرة سلة أمريكي. بدأ مسيرته الاحترافية في سنة 2016. يلعب مع واشنطن ويزاردز في الرابطة الوطنية لكرة السلة كلاعب وسط. يحمل الرقم 32. يبلغ طوله 6 قدم 11 بوصة (2.1 م).

## إحصائيات المسيرة

### الموسم الاعتيادي
| السنة   | الفريق         | لعب | بدأ | دقيقة | ميداني% | ثلاثية | حرة  | ارتداد | صنع | استلاب | تصدي | نقطة |
| ------- | -------------- | --- | --- | ----- | ------- | ------ | ---- | ------ | --- | ------ | ---- | ---- |
| 2016–17 | واشنطن ويزاردز | 19  | 0   | 3.9   | .444    | .000   | .000 | 1.2    | .2  | .1     | .0   | 1.3  |
| المسيرة | المسيرة        | 19  | 0   | 3.9   | .444    | .000   | .000 | 1.2    | .2  | .1     | .0   | 1.3  |

### الأدوار الإقصائية
| السنة   | الفريق         | لعب | بدأ | دقيقة | ميداني% | ثلاثية | حرة  | ارتداد | صنع | استلاب | تصدي | نقطة |
| ------- | -------------- | --- | --- | ----- | ------- | ------ | ---- | ------ | --- | ------ | ---- | ---- |
| 2017 ‏   | واشنطن ويزاردز | 4   | 0   | 1.3   | .000    | .000   | .000 | .3     | .0  | .0     | .0   | .0   |
| المسيرة | المسيرة        | 4   | 0   | 1.3   | .000    | .000   | .000 | .3     | .0  | .0     | .0   | .0   |

## روابط خارجية
- دانيال أوشيفو على موقع الاتحاد الدولي لكرة السلة (الإنجليزية)
- دانيال أوشيفو على موقع إن بي أي (الإنجليزية)
- دانيال أوشيفو على موقع دوري كرة السلة الياباني للمحترفين (اليابانية)
- دانيال أوشيفو على موقع الدوري التايواني الممتاز لكرة السلة (الصينية)
- دانيال أوشيفو على موقع سبورتس رفرنس (الإنجليزية)
- دانيال أوشيفو على موقع الدوري الإسباني لكرة السلة (الإسبانية)
- دانيال أوشيفو على موقع كرة السلة الأوروبية.كوم (الإنجليزية)
- دانيال أوشيفو على موقع DraftExpress.com (الإنجليزية)
- دانيال أوشيفو على موقع كلية كرة السلة في سبورتس رفرنس.كوم (الإنجليزية)
- دانيال أوشيفو على موقع ريلجم (الإنجليزية)